# Darius Dimavičius
Darius Dimavičius (Kaunas, 8 aprile 1968) è un ex cestista e allenatore di pallacanestro lituano, fino al 1991 sovietico.

## Carriera
Con la Lituania ha disputato i Giochi olimpici di Barcellona 1992.

## Palmarès
- Campionato cecoslovacco: 1

Prievidza: 1992-93